# Goran Siljanovski
Goran Siljanovski (tiếng Macedonia: Горан Силјановски; sinh 1 tháng 7 năm 1990 ở Tetovo) ilà một cầu thủ bóng đá Macedonia thi đấu ở vị trí hậu vệ phải cho câu lạc bộ Albania Flamurtari Vlorë và đội tuyển quốc gia Macedonia.

## Sự nghiệp câu lạc bộ
Ngày 14 tháng 6 năm 2017, Siljanovski lần đầu tiên ra nước ngoài và ký hợp đồng với đội bóng Albanian Superliga Flamurtari Vlorë.

## Sự nghiệp quốc tế
Siljanovski ra mắt ngày 18 tháng 6 năm 2014 trong trận giao hữu trước Trung Quốc, thi đấu hết hiệp một, trận đấu kết thúc với thất bại 2–0.

## Danh hiệu
Rabotnički
- Macedonian First Football League: 2013–14
- Cúp bóng đá Macedonia: 2013–14, 2014–15

Renova
- Cúp bóng đá Macedonia: 2011–12